# Christum wir sollen loben schon
Christum wir sollen loben schon (Nous devons louer le Christ) (BWV 121) est une cantate religieuse de Johann Sebastian Bach composée à Leipzig en 1724.

## Histoire et livret

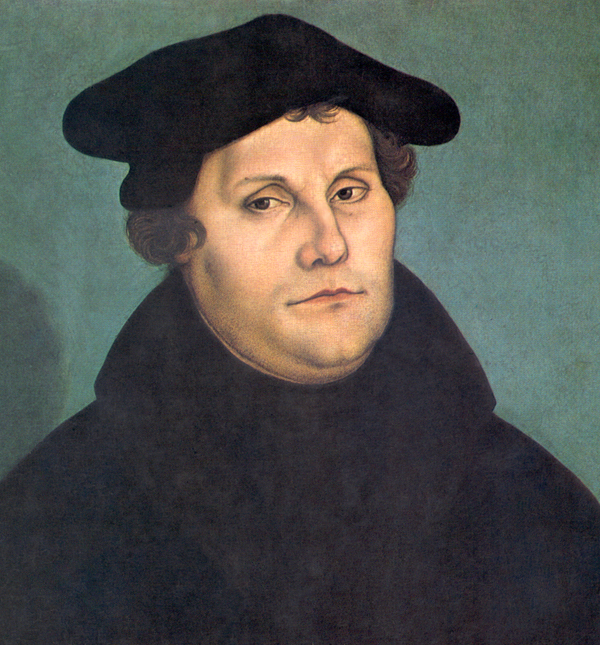
Portrait trois quart de 1529 sur le réformateur allemand du XVe siècle, Martin Luther. Ses travaux serviront de bases pour les cantates de Bach.

Bach écrivit cette cantate pour le deuxième jour de Noël et la dirigea donc le 26 décembre 1724 en première. Pour cette destination liturgique, trois autres cantates ont franchi le seuil de la postérité : les BWV 40, 57 et 248/2 (deuxième cantate de l'Oratorio de Noël). Elle fait partie du deuxième cycle annuel de cantates de Leipzig qui comprend essentiellement des cantates chorales, œuvres dont le texte renvoient à un hymne protestant.
Les lectures prescrites pour la fête étaient  Titus 3:4–7, et Luc 2:15–20, les bergers à la crèche. Le thème de l’œuvre est l'émerveillement de la naissance du seul fils de Dieu à une vierge. Contrairement à d'autres cantates de Bach pour le 26 décembre, Saint Étienne et le jour qui lui est consacré ne sont pas mentionnés. Saint Étienne et Noël étaient célébrés en alternance à Leipzig.
Le texte est tiré de Martin Luther (1e et 6e mouvements) et d'un auteur inconnu. Le thème du chœur est une adaptation par Luther de l'hymne « Christum wir sollen loben schon », une traduction allemande du A solis ortus cardine de Coelius Sedulius. Le chœur d'ouverture en est la première strophe et le choral final en est la huitième, les deux gardées « verbatim » tandis que les strophes restantes sont réécrites en récitatifs et arias semblables à des madrigaux. La deuxième strophe est une adaptation chantée par le ténor et l'une des cinq strophes est chantée par la basse. Les troisième et quatrième strophes de l'hymne sont également adaptées en récitatif pour l'alto et les sixième et septième en récitatif pour la soprano.
La pièce a été jouée à nouveau dans la période 1725-1730 à Leipzig. Le texte et la mélodie furent d'abord imprimés dans un Enchiridion à Erfurt en 1524.

## Structure et instrumentation
La cantate est écrite pour cornet à bouquin, hautbois d'amour, trois trombones, deux violons, alto, basse continue (avec orgue), quatre solistes vocaux (soprano, alto, ténor, basse) et chœur à quatre voix.
Il y a six mouvements:
1. chœur : Christum wir sollen loben schon
2. aria (ténor) : O du von Gott erhohte Creatur
3. récitatif (alto) : Der Gnade unermesslich's Wesen
4. aria (basse) : Johannis freuden volles Springen
5. récitatif (soprano) : Doch wie erblickt es dich in deiner Krippe?
6. chœur : Lob, Ehr' und Dank sei dir gesagt

## Musique

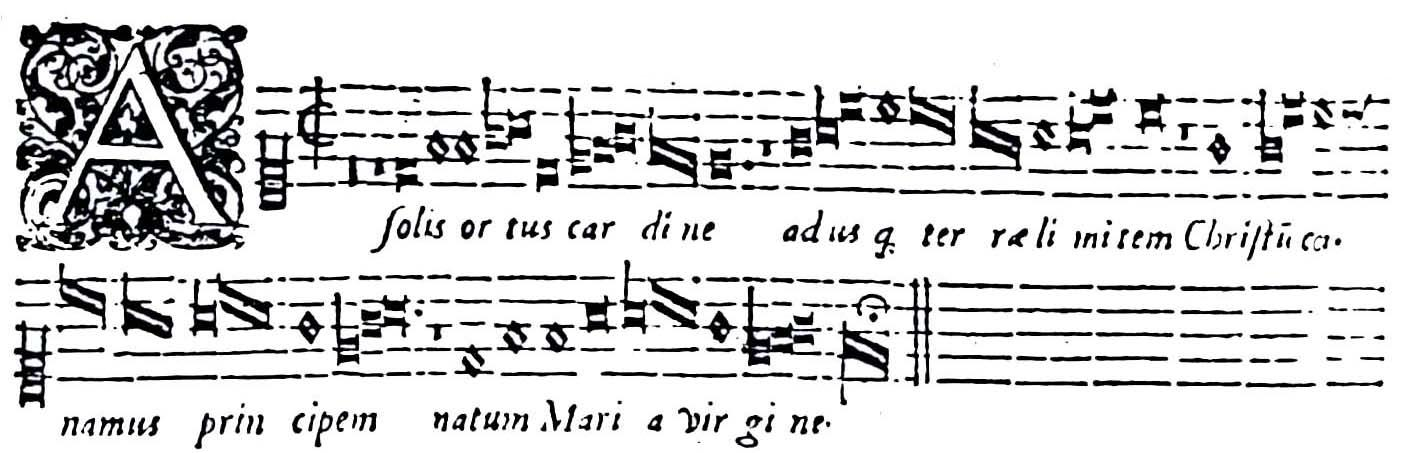
La mélodie de l'ancien Christianisme, le chœur d'ouverture et le choral final de la BWV 121.

Le premier mouvement est un motet choral sur le Cantus firmus. L'usage par Bach de cet archaïque effet met en valeur l'accompagnement en quatre parties des cuivres.
Le deuxième mouvement est une  moderne aria da capo dans laquelle le schéma symétrique est cependant brisé au moyen d'une harmonisation et d'une périodisation irrégulière, ce qui est certainement une  référence à l'irrégularité de l'événement célébré, la naissance du Christ.
Le troisième récitatif secco étonne par une harmonisation unique dans l’œuvre de Bach sur le mot final « kehren »: Dieu vient au monde comme ce « Kehre », sans préparation et jamais encore entendu.
L'aria de basse est la pièce la plus facile de l’œuvre. Comme un rapide mouvement dansant, sans jeu d'imitation harmonique accrocheur, elle décrit les joyeux soubresauts de Jean le Baptiste dans le sein d’Élisabeth durant une visite à Marie qui porte encore Jésus.
Le cinquième récitatif mène avec l'invitation à la louange et au remerciement à la strophe doxologique finale, un mouvement choral à quatre voix qui illumine dans une tonalité moderne de majeur/mineur la mélodie de l'ancien christianisme.